# سنت-جورج اش
سنت-جورج اش (انگلیسی: Saint-George Ashe; ۲۳ مه ۱۸۷۱ – ۲۴ ژوئیه ۱۹۲۲) قایقران روئینگ اهل بریتانیا بود.
وی در مسابقات کشوری و بین‌المللی در مجموع برندهٔ ۱ مدال برنز شده‌است.